# Borbela
Borbela is een plaats (freguesia) in de Portugese gemeente Vila Real en telt 2557 inwoners (2001).